# Saga o dżudo II
Saga o dżudo II (jap. 續姿三四郎 Zoku Sugata Sanshirō) – dramat produkcji japońskiej z 1945 roku, w reżyserii Akiry Kurosawy, druga część filmu Saga o dżudo.

## Obsada
- Denjirō Ōkōchi – Shōgorō Yano
- Susumu Fujita – Sanshirō Sugata
- Ryūnosuke Tsukigata – Gennosuke Higaki / Teshin Higaki
- Akitake Kōno – Genzaburō Higaki
- Yukiko Todoroki – Sayo
- Shōji Kiyokawa – Yujirō Toda
- Masayuki Mori – Yoshima Dan

i inni